# コンスタンティン・ドゥシェノフ
コンスタンティン・イワノヴィチ・ドゥシェノフ（Константи́н Ива́нович Душе́нов、1895年7月28日〔8月9日〕- 1940年2月4日）は、ロシア帝国、ソビエト連邦の軍人。北方艦隊の最高司令官を務めた（1937年 - 1938年）。

## 概要
ロシア帝国ヴォログダ県イワノフスコエ村 (現在のコスタンティノヴォ村) で生まれた。1915年にロシア帝国海軍に召集され、船員として、ヘルシンキで訓練を行った。同年12月にアヴローラに転属され、その後海軍学校に派遣された後、アヴローラに戻った。
2月革命時に、同艦の書紀を務め、十月革命に参加した。
ロシア内戦の際は、ヴォルガ・カスピ海戦隊を指揮したが、1923年7月10日にトロツキーとラスコルニコフによって捏造された「職権乱用」の容疑で逮捕され、懲役1年を言い渡される（11月に恩赦が与えられ、釈放される）。

## 最期
その後はバルト海海軍戦艦師団の参謀長を務め、北方艦隊の最高司令官になったが、1938年、レニングラードにて逮捕され、レニングラード刑務所に連行された。数カ月後にモスクワのレフォルトヴォ刑務所に移送され、残忍な暴行や拷問を受ける。モロトフに陳述書を送り、イワン・コザノフ等の人物を「1936年の軍事ファシスト陰謀の参加者」と「自白」し、自分自身も中傷した。1940年2月4日に死刑宣告を言い渡され、即日執行された。
遺体はモスクワに埋葬され、1955年4月29日に名誉回復がなされる。